# Chack'n Pop
Chack'n Pop (ちゃっくんぽっぷ?, Chakkun Poppu) è un platform arcade sviluppato e pubblicato dalla Taito nel 1984, ove si gioca nei panni di Chack'n per l'appunto, una creatura immaginaria il cui suo aspetto carino ricorda un pulcino. Il compito di costui è quello di salvare i cuori suoi e della sua fidanzata (Miss Chack'n), che sono stati rubati da dei mostri violacei somiglianti alle balene chiamati Beluga (Monsta) e rinchiusi dentro delle gabbie, all'interno di labirinti sotterranei.
Ebbe il suo primo porting per Sharp MZ nel luglio 1984 e, da agosto dello stesso mese a settembre 1985, la compagnia acconsente di convertirlo per i seguenti sistemi: Sharp X1, PC-6001, MSX, PC-8801, SG-1000 e Famicom (quest'ultimo è stato scaricabile per Wii e 3DS attraverso il defunto servizio Virtual Console).
L'emulazione dell'originale arcade venne incluso in varie raccolte fisiche: Taito Memories Gekan per PlayStation 2 del 2005, uscito solo in Giappone, mentre invece nelle regioni occidentali, tramite Taito Legends 2 (PS2, PC ed Xbox) e Taito Legends Power-Up (PSP), entrambe del 2006. Hamster Corporation, il 21 luglio 2022, inserisce cotale formato nella sua antologia digitale dedicata al retrogaming Arcade Archives, su Nintendo eShop e PlayStation Store.

## Modalità di gioco
Chack'n Pop è articolato in tredici livelli, più del numero 0 che funge da allenamento o pratica per il giocatore, costituiti da degli schemi labirintici a schermata singola visualizzati lateralmente. Si deve controllare Chack'n con l'obiettivo di liberare dei cuori ingabbiati, così che rimuovano i blocchi solidi ostruenti l'apposita uscita.
Una volta fatto bisogna uscire prima che lo Stoner (Mighta), un misterioso omino bianco incappucciato presente sulla parte alta dello schermo, il quale rappresenta per l'intera sessione di gioco un diverso tempo limite, la possa tappare dall'esterno mediante il masso che spinge. Se venisse bloccata in quel modo ne provocherebbe la scadenza, con conseguente perdita di una delle vite a disposizione (esaurite le quali è game over).
Chack'n nel labirinto, ad esclusione dei muri si muove liberamente sui pavimenti o sui soffitti, questi ultimi raggiungibili compiendo salti allungabili negli spazi compresi tra una piattaforma fissa ed un ripiano, oppure viceversa. È capace inoltre di gettare granate che, dopo un po', esplodono in una cortina di fumo. Sono utilizzate sia per distruggere le gabbie che per disintegrare le pareti fragili, come anche soprattutto eliminare i Beluga che infestano i labirinti; pertanto non sarà necessario rompere le appese uova da cui poi nascono, perché a fine livello vengono ottenuti 5000 punti di bonus.
Lui, nei livelli 4 e 9 può permettersi di nuotare sfruttando l'allagamento del labirinto, dovuto all'apertura con tale arma di sacchi contenenti dell'acqua, in modo da arrivare alle parti situate più in alto.
Quando si uccidono all'unisono fino a cinque Beluga, questi rilasciano della frutta, che, nella maggior parte dei casi danno punti casuali; oltre alla rossa vi sono altre quattro mele causanti speciali effetti a seconda del colore, la gialla regala una vita extra, la blu fa rallentare Chack'n, la verde aggiunge dei secondi respingendo il succitato Stoner, la viola trasforma quei nemici in frutti assortiti. Alla egual maniera si acquisisce alle volte il power-up dell'invincibilità temporanea, un cuore lampeggiante con al centro la sagoma di Chack'n: egli diviene perciò Super Chack'n e li attacca toccandoli.
Una vita viene persa pure nel contatto con i Beluga, finendo per errore investiti dalla stessa sprigionata nube o venendo schiacciati da una piattaforma mobile.
Infine, il giocatore riceve 50000 punti completando con successo la prima serie di livelli (Chack'n finalmente sposa la sua amata Miss Chack'n), e affronta quindi nel progressivo aumentare della difficoltà quelle successive.

## Sviluppo
Chack'n Pop nacque originariamente da un progetto del club d'informatica della Todai, elaborato per mezzo di un home computer Hitachi MB-6890, sotto il provvisorio nome di "Chack'n Chack". Taito se ne interessò al punto di acquisirne i diritti di possessione della licenza, affidando dunque i lavori per ultimarlo ai programmatori Hiroyuki Sakō e Jun Ishioka. Hiroyuki in particolare, si occupò della realizzazione dei livelli e del character design dei personaggi; egli, riguardo a questi ultimi decise di renderli più carini rispetto a com'erano già disegnati.
In tempi recenti, ancora Sakō ha ammesso in un'intervista che il titolo «era troppo complesso per potergli procurare successo in sala giochi», tant'è vero che nonostante le conversioni sopracitate, a causa del fiasco furono cancellati i piani per un diretto sequel intitolato "Chack'n Pop Jr.", il quale avrebbe dovuto incentrarsi sul figlio di Chack'n. Ma l'impatto di Chack'n Pop nella medesima azienda giapponese è stato enorme, tanto da ereditarne alcune sue caratteristiche quali i nemici di gioco, per dare vita tre anni dopo al loro fortunato Bubble Bobble.

## Camei
Benché Chack'n Pop non abbia goduto di una grande popolarità sono numerose le citazioni al riguardo in future produzioni Taito, come pure le apparizioni minori del suo protagonista Chack'n, frequentemente nelle saghe di Bubble Bobble e Puzzle Bobble.